# Liste des films soviétiques sortis en 1924
Cet article présente une liste des films produits en Union soviétique en 1924:

## 1924
| 1924                                                            |                                                           |                                      |
| Les Aventures d'Octobrine                                       | Похождения Октябрины                                      | Grigori Kozintsev et Leonid Trauberg |
| Aelita                                                          | Аэлита                                                    | Yakov Protazanov                     |
| Les Aventures extraordinaires de Mr West au pays des bolcheviks | Необычайные Прикючения Мистера Веста в Стране Большевиков | Lev Koulechov                        |
| Ataman Khmel                                                    | Атаман Хмель                                              | Vladimir Gardine                     |